# Bibencio Servín
Bibencio Servín Paredes (* 2. November 1984 in Chaco) ist ein ehemaliger paraguayischer Fußballspieler auf der Position eines Stürmers.

## Karriere
Bibencio Servín begann seine Karriere 2005 in seinem Heimatland bei Pilcomayo. 2008 wechselte er nach Chile zu Curicó Unido, wo er den Meistertitel der Primera B gewinnen konnte. Für Curicó war er noch zwei weitere Male aktiv: 2012 und 2015. Mit Ausnahme der fußballerischen Rückkehr von 2009 bis 2010 nach Paraguay, bei der der Offensivakteur für 2 de Mayo auflief, verbrachte er seine Karriere, die er 2019 auch dort bei Fernández Vial beendete, in Chile. 2015 nahm er zudem die Staatsbürgerschaft seiner Wahlheimat an.

## Erfolge
Curicó Unido
- Chilenischer Zweitliga-Meister: 2008